# José Llopis Corona
José Llopis Corona, (Alacant, 4 de juny de 1918 - 29 de gener de 2011) va ser un futbolista valencià que destacà als anys 40 a l'Hèrcules CF i el Reial Madrid.

## Biografia
Va començar a jugar al futbol al Gimnástico de las Carolinas d'Alacant, d'on va marxar a l'Alacant CF i l'Hèrcules CF. L'any 1943 va fitxar pel Reial Madrid CF. Gràcies al seu fort llançament de la pilota, habitualment era l'encarregat d'efectuar els llançaments de penal.
Va jugar el partit inaugural de l'estadi Santiago Bernabéu, aleshores anomenat Nou Estadi de Chamartín contra l'Os Belenenses portuguès.
Va morir el 29 de gener de 2011 al sanatori de Sant Joan d'Alacant a causa d'un accident vascular cerebral.

## Palmarès

### Reial Madrid CF
- 2 Copes del Generalíssim: 1945-46, 1946-47
- 1 Copa Eva Duarte: 1946-47

## Estadístiques a Primera divisió
| Hèrcules CF            | 1941-42            | 17  | 4  |
| Total a l'Hèrcules     | Total a l'Hèrcules | 17  | 4  |
| Reial Madrid CF        | 1943-44            | 26  | 2  |
| Reial Madrid CF        | 1944-45            | 26  | 2  |
| Reial Madrid CF        | 1945-46            | 20  | 0  |
| Reial Madrid CF        | 1946-47            | 23  | 3  |
| Reial Madrid CF        | 1947-48            | 21  | 0  |
| Total al Madrid        | Total al Madrid    | 116 | 7  |
| Gimnàstic de Tarragona | 1948-49            | 17  | 3  |
| Total al Nàstic        | Total al Nàstic    | 17  | 3  |
| Total                  | Total              | 150 | 14 |